# Futbol'nyj Klub Černihiv 2025-2026
Questa voce raccoglie le informazioni riguardanti il Futbol'nyj Klub Černihiv nelle competizioni ufficiali della stagione 2024-2025.

## Stagione
Nella stagione 2025-2026 il F.K.Černihiv disputa la Perša Liha, seconda serie del campionato ucraino di calcio.

## Maglie e sponsor
Lo sponsor tecnico per la stagione 2025-2026 è Jako.
| Casa | Trasferta | Terza divisa |

## Rosa

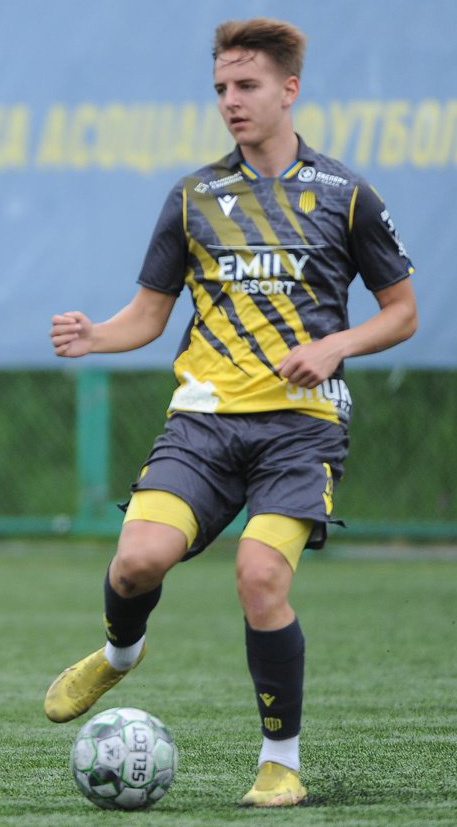
Il nuovo acquisto
Andriy Stolyarchuk

Aggiornato al 9 agosto 2025
| N. |                    | Ruolo | Calciatore            |
| -- | ------------------ | ----- | --------------------- |
| 2  | Ucraina (bandiera) | D     | Eduard Galstyan       |
| 3  | Ucraina (bandiera) | D     | Maksym Shumylo        |
| 6  | Ucraina (bandiera) | C     | Jevhen Shalfeyev      |
| 6  | Ucraina (bandiera) | C     | Jevhen Shalfeyev      |
| 7  | Ucraina (bandiera) | C     | Dmytro Myronenko      |
| 9  | Ucraina (bandiera) | C     | Dmytro Kulyk          |
| 10 | Ucraina (bandiera) | C     | V"jačeslav Kojdan     |
| 12 | Ucraina (bandiera) | C     | Jehor Kartušov        |
| 13 | Ucraina (bandiera) | C     | Djilindo Bezgubchenko |
| 14 | Ucraina (bandiera) | C     | Dmytro Sakhno         |
| 17 | Ucraina (bandiera) | A     | Andriy Novikov        |
| 19 | Ucraina (bandiera) | C     | Nikita Posmashnyi     |
| 20 | Ucraina (bandiera) | D     | Dmytro Fatyeyev       |
| 21 | Ucraina (bandiera) | C     | Vladyslav Shkolnyi    |

| N. |                    | Ruolo | Calciatore                  |
| -- | ------------------ | ----- | --------------------------- |
| 22 | Ucraina (bandiera) | P     | Oleksandr Roshchynskyi      |
| 23 | Ucraina (bandiera) | D     | Oleksij Zenchenko           |
| 23 | Ucraina (bandiera) | C     | Dmytro Didok                |
| 30 | Ucraina (bandiera) | C     | Artur Bybik                 |
| 33 | Ucraina (bandiera) | A     | Andriy Porokhnya            |
| 39 | Ucraina (bandiera) | C     | Maksym Serdyuk              |
| 35 | Ucraina (bandiera) | P     | Maksym Tatarenko (capitano) |
| 38 | Ucraina (bandiera) | D     | Pavlo Shushko               |
| 55 | Ucraina (bandiera) | C     | Anatoliy Romanchenko        |
| 77 | Ucraina (bandiera) | A     | Daniil Volskyi              |
| 88 | Ucraina (bandiera) | C     | Andriy Stolyarchuk          |
| 97 | Ucraina (bandiera) | C     | Maksym Serdyuk              |
| 99 | Ucraina (bandiera) | P     | Denys Gerasymenko           |

## Calciomercato

### Sessione estiva (dall'1/9 al 5/10)
| Acquisti         | Acquisti            | Acquisti      | Acquisti   |
| R.               | Nome                | da            | Modalità   |
| ---------------- | ------------------- | ------------- | ---------- |
| C                | Maksym Serdyuk      | Livyj Bereh   | svincolato |
| C                | Andriy Stolyarchuk  | -             | svincolato |
| C                | Dmytro Didok        | Černihiv U-19 | acquisto   |
| C                | Nikita Terrekhovets | Černihiv U-19 | acquisto   |
| Altre operazioni |                     |               |            |
| R.               | Nome                | da            | Modalità   |

| Cessioni         | Cessioni         | Cessioni    | Cessioni      |
| R.               | Nome             | a           | Modalità      |
| ---------------- | ---------------- | ----------- | ------------- |
| c                | Maksym Serdyuk   | Livyj Bereh | fine prestito |
| A                | Pavlo Fedosov    | -           | svincolato    |
| C                | Vitaliy Mentey   | -           | svincolato    |
| P                | Oleksandr Shyray | -           | svincolato    |
| Altre operazioni |                  |             |               |
| R.               | Nome             | a           | Modalità      |

## Statistiche

### Statistiche di squadra
| Competizione    | Punti | In casa | In casa | In casa | In casa | In casa | In casa | In trasferta | In trasferta | In trasferta | In trasferta | In trasferta | In trasferta | Totale | Totale | Totale | Totale | Totale | Totale | DR |
| Competizione    | Punti | G       | V       | N       | P       | Gf      | Gs      | G            | V            | N            | P            | Gf           | Gs           | G      | V      | N      | P      | Gf     | Gs     | DR |
| --------------- | ----- | ------- | ------- | ------- | ------- | ------- | ------- | ------------ | ------------ | ------------ | ------------ | ------------ | ------------ | ------ | ------ | ------ | ------ | ------ | ------ | -- |
| Perša Liha      | 0     | 1       | 0       | 0       | 1       | 1       | 2       | 1            | 0            | 0            | 1            | 0            | 1            | 2      | 0      | 0      | 2      | 1      | 3      | 0  |
| Coppa d'Ucraina |       | 0       | 0       | 0       | 0       | 0       | 0       | 0            | 0            | 0            | 0            | 0            | 0            | 0      | 0      | 0      | 0      | 0      | 0      | 0  |
| Totale          | 0     | 1       | 0       | 0       | 1       | 1       | 2       | 1            | 0            | 0            | 1            | 0            | 1            | 2      | 0      | 0      | 2      | 1      | 3      | 0  |

### Andamento in campionato
| Giornata  | 1 | 2 | 3 | 4 | 5 | 6 | 7 | 8 | 9 | 10 | 11 | 12 | 13 | 14 | 15 | 16 | 17 | 18 |
| --------- | - | - | - | - | - | - | - | - | - | -- | -- | -- | -- | -- | -- | -- | -- | -- |
| Luogo     | T | C |   |   |   |   |   |   |   |    |    |    |    |    |    |    |    |    |
| Risultato | P | P |   |   |   |   |   |   |   |    |    |    |    |    |    |    |    |    |
| Posizione | 8 |   |   |   |   |   |   |   |   |    |    |    |    |    |    |    |    |    |

Legenda:

Luogo: C = Casa; T = Trasferta. Risultato: V = Vittoria; N = Pareggio; P = Sconfitta.

### Statistiche dei giocatori
Sono in corsivo i calciatori che hanno lasciato la società a stagione in corso.
| Giocatore        | Perša Liha | Perša Liha | Perša Liha  | Perša Liha | Coppa Ucraina | Coppa Ucraina | Coppa Ucraina | Coppa Ucraina | Totale   | Totale | Totale      | Totale     |
| Giocatore        | Presenze   | Reti       | Ammonizioni | Espulsioni | Presenze      | Reti          | Ammonizioni   | Espulsioni    | Presenze | Reti   | Ammonizioni | Espulsioni |
| ---------------- | ---------- | ---------- | ----------- | ---------- | ------------- | ------------- | ------------- | ------------- | -------- | ------ | ----------- | ---------- |
| D. Bezghubchenko | 2          | 0          | 0           | 0          | 0             | 0             | 0             | 0             | 2        | 0      | 0           | 0          |
| A. Bybik         | 0          | 0          | 0           | 0          | 0             | 0             | 0             | 0             | 0        | 0      | 0           | 0          |
| A. Didok         | 0          | 0          | 0           | 0          | 0             | 0             | 0             | 0             | 0        | 0      | 0           | 0          |
| E. Galstyan      | 0          | 0          | 0           | 0          | 0             | 0             | 0             | 0             | 0        | 0      | 0           | 0          |
| D. Gerasymenko   | 0          | 0          | 0           | 0          | 0             | 0             | 0             | 0             | 0        | 0      | 0           | 0          |
| V. Kojdan        | 2          | 0          | 0           | 0          | 0             | 0             | 0             | 0             | 2        | 0      | 0           | 0          |
| D. Kulyk         | 2          | 0          | 0           | 0          | 0             | 0             | 0             | 0             | 2        | 0      | 0           | 0          |
| D. Fatyeyev      | 2          | 0          | 0           | 0          | 0             | 0             | 0             | 0             | 2        | 0      | 0           | 0          |
| D. Myronenko     | 2          | 0          | 0           | 0          | 0             | 0             | 0             | 0             | 2        | 0      | 0           | 0          |
| D. Novikov       | 2          | 1          | 0           | 0          | 0             | 0             | 0             | 0             | 2        | 1      | 0           | 0          |
| A. Porokhnya     | 2          | 0          | 0           | 0          | 0             | 0             | 0             | 0             | 2        | 0      | 0           | 0          |
| N. Posmashnyi    | 0          | 0          | 0           | 0          | 0             | 0             | 0             | 0             | 0        | 0      | 0           | 0          |
| A. Romanchenko   | 2          | 0          | 0           | 0          | 0             | 0             | 0             | 0             | 2        | 0      | 0           | 0          |
| O. Roshchynskyi  | 0          | 0          | 0           | 0          | 0             | 0             | 0             | 0             | 0        | 0      | 0           | 0          |
| D. Sakhno        | 1          | 0          | 0           | 0          | 0             | 0             | 0             | 0             | 1        | 0      | 0           | 0          |
| M. Serdyuk       | 2          | 0          | 0           | 0          | 0             | 0             | 0             | 0             | 2        | 0      | 0           | 0          |
| J. Shalfeyev     | 2          | 0          | 0           | 0          | 0             | 0             | 0             | 0             | 2        | 0      | 0           | 0          |
| V. Shkolnyi      | 0          | 0          | 0           | 0          | 0             | 0             | 0             | 0             | 0        | 0      | 0           | 0          |
| M. Shumylo       | 0          | 0          | 0           | 0          | 0             | 0             | 0             | 0             | 0        | 0      | 0           | 0          |
| P. Shushko       | 2          | 0          | 0           | 0          | 0             | 0             | 0             | 0             | 2        | 0      | 0           | 0          |
| O. Stolyarchuk   | 1          | 0          | 0           | 0          | 0             | 0             | 0             | 0             | 1        | 0      | 0           | 0          |
| T. Tatarenko     | 2          | 0          | 0           | 0          | 0             | 0             | 0             | 0             | 2        | 0      | 0           | 0          |
| T. Terrekhovets  | 0          | 0          | 0           | 0          | 0             | 0             | 0             | 0             | 0        | 0      | 0           | 0          |
| D. Volskyi       | 0          | 0          | 0           | 0          | 0             | 0             | 0             | 0             | 0        | 0      | 0           | 0          |
| O. Zenchenko     | 0          | 0          | 0           | 0          | 0             | 0             | 0             | 0             | 0        | 0      | 0           | 0          |